# Шадаєв Максут Ігорович
Максут Ігорович Шадаєв (рос. Максут Игоревич Шадаев; нар. 11 листопада 1979, Москва) — російський державний і політичний діяч. Міністр цифрового розвитку, зв'язку і масових комунікацій РФ з 21 січня 2020. Член Спілки журналістів Росії.

## Біографія
Народився 11 листопада 1979 року в Москві.
З 1999 року працював у компаніях у сфері інформаційно-комунікаційних технологій.
У 2000-2001 роках керував проектом «Ейдвайзерс» компанії «Arrava Internet Management» Іллі Пономарьова, заснованої вихідцями з ЮКОСа та зареєстрованої в Сан-Матео. У червні 2000 року компанія оголосила про початок роботи на російському ринку, російську юридичну особу ЗАТ «Аррава інтернет менеджмент» було засновано в Москві в серпні 2000 року, засновниками були Руслан Князєв і Петро Квітек, генеральним директором був Пономарьов. У жовтні 2000 року був директором з інтернет-стратегії компанії «Arrava Internet Advisors».
У 2002-2004 роках працював у холдингу IBS Group Анатолія Карачинського, де отримав призначення на посаду начальника відділу розвитку бізнесу відділення інтернет-рішень, а в липні 2003 року став директором з розвитку бізнесу.
У 2004 році закінчив Російський державний соціальний університет Міністерства праці та соціального розвитку за спеціальністю «соціологія».
У липні 2004 року Шадаєв обійняв посаду радника директора ФГУП НДІ «Восход » Леоніда Юхневича. Того ж року його призначили радником міністра інформаційних технологій і зв'язку РФ Леоніда Реймана. 6 лютого 2006 року став директором Департаменту держпрограм, розвитку інфраструктури та використання обмеженого ресурсу цього відомства.
9 жовтня 2007 року увійшов, разом із Рейманом, до ради директорів венчурного фонду «Росінфокомінвест» (РІФІКТ) Федерального агентства з управління федеральним майном, створення якого пролобіювало Мінінформзв'язку РФ.
Після того, як у травні 2008 року замість Міністерства інформаційних технологій і зв'язку було створено Міністерство зв'язку та масових комунікацій РФ на чолі з Ігорем Щоголєвим, обійняв у ньому посаду директора департаменту державної політики в галузі інформатизації та інформаційних технологій.
Восени 2008 року став помічником керівника Адміністрації президента Російської Федерації Сергія Наришкіна, відповідав за організацію роботи Ради при президентові з розвитку інформаційного суспільства, а також за проект створення біометричних паспортів. У лютому 2009 року був включений до «першої сотні» резерву управлінських кадрів Президента Російської Федерації. Був головою Ради конструкторів - Головним коструктором Державної системи виготовлення, оформлення та контролю паспортно-візових документів нового покоління (ГС ПВДНП).
У 2012 році став радником голови Державної думи Федеральних зборів Російської Федерації Сергія Наришкіна. Відповідав за реалізацію проекту «Електронний парламент».
11 лютого 2014 року був призначений міністром державного управління, інформаційних технологій і зв'язку Московської області. Увійшов до складу уряду Московської області, очолюваного губернатором регіону Андрієм Воробйовим. 
29 вересня 2016 року також став заступником голови уряду Підмосков'я. Під його керівництвом був запущений портал «Добродел» - єдина книга скарг і пропозицій Московської області. 14 вересня 2018 року, після відставки уряду Московської області, не увійшов до його нового складу, обійнявши посаду радника губернатора Андрія Воробйова на громадських засадах.
За даними газети «Коммерсантъ», з травня 2017 року також працював радником на громадських засадах першого заступника глави Адміністрації президента РФ Сергія Кирієнка, курируючи інформаційну політику регіональної влади в соціальних мережах.
26 вересня 2018 року його призначили віцепрезидентом ПАТ «Ростелеком» із цифрових платформ, а з лютого 2019 року він суміщав цю посаду з посадою гендиректора АТ «РТ Лабс», 100 % акцій якого належать державному оператору.
21 січня 2020 року указом президента Росії Володимира Путіна його призначили на посаду міністра цифрового розвитку, зв'язку і комунікацій Росії , причому першою ініціативою Шадаєва на новій посаді, озвученою на засіданні Держради, було надання оперативникам доступу до даних про громадян у режимі онлайн без рішення суду, однак, після настороженої реакції Пєскова, він повідомив, що його неправильно зрозуміли.
14 травня 2024 року указом президента Росії Володимира Путіна призначений Міністром цифрового розвитку, зв'язку і масових комунікацій Російської Федерації в другому Уряді Михайла Мішустіна. Його попередня діяльність на посаді міністра і перепризначення, загалом, були позитивно оцінені представниками галузі.

## Сім'я та захоплення
Має двох дітей.
Вболіває за баскетбольну команду, шанувальник серіалу «Зоряні війни».

## Санкції
У ролі Міністра цифрового розвитку, зв'язку та масових комунікацій Російської Федерації Максут Шадаєв є особою до якої введені міжнародні санкції багатьох країн світу.
16 грудня 2022 року доданий до санкційного списку Євросоюзу.
У грудні 2022 року проти Шадаєва та низки інших росіян за підтримку війни проти України було введено персональні санкції у Новій Зеландії.
9 червня 2022 року доданий до санкційного списку України.

## Нагороди та посади
- Дійсний державний радник Московської області I класу.